# Adlumia fungosa
Adlumia fungosa, biljka iz porodice makovki. Domaće područje ove vrste je istočni dio Sjeverne Amerike. To je jednogodišnja ili dvogodišnja biljka penjačica i raste prvenstveno u umjerenom biomu.

## Vanjske poveznice
- A. fungosa
- A. fungosa